# Södermanlands runinskrifter 233
Runinskrift Sö 233 är en av tre runstenar som står vid Trollsta mellangård i Sorunda socken på Södertörn. De andra är Sö 232 och Sö 234. Den var länge försvunnen och endast känd via en teckning från 1600-talet, men hittades och står numera som den mellersta stenen bland de två andra i trädgården. Ornamentiken är anspråkslöst enkel och består av en glosögd ormslinga som inramar ett kristet kors. Stilen är typisk för runristaren Amunde.

## Inskrift
- Translitterering kun[i × au]k × þorfastr × raistu × stain × at × þori × faþ-... ... [amut]i (h)iuk
- Normalisering: Gunni ok Þorfastr ræistu stæin at Þori, fað[ur sinn]. Amundi hiogg.
- Nusvenska: Gunne och Torfast reste stenen efter Tore, sin fader. Amunde högg

### Fotnoter
1. ↑  Vikingatida runstenar i Sorunda socken, av Palle Budtz, Sorunda hembygdsförening 1996. ISSN 1104-5833